# Carland Cross (bande dessinée)
Pour les articles homonymes, voir Carland Cross.
 (avril 2018).
Carland Cross est une série de sept bandes dessinées policières écrites par Michel Oleffe et dessinées par Olivier Grenson et publiées entre 1991 et 1998 par la maison d'édition belge Lefrancq.
En 1996, la série est adaptée en un dessin animé par TF1, Canal+, Les Armateurs et Odec Kid Cartoons : Carland Cross.
En 2004, Michel Oleffe lance avec le dessinateur Isaac Wens chez Soleil, qui avait réédité la série régulière en 2002, une suite intitulée Les Nouvelles Aventures de Carland Cross mais celle-ci ne connaît qu'un volume.

## Synopsis
Carland Cross est un détective privé britannique qui mène des enquêtes des plus étranges dans le Londres des années 1930 dans une atmosphère sinistre.

## Albums
- Michel Oleffe (scénario) et Olivier Grenson (dessin), Carland Cross, Lefrancq :

1. Le Golem, 1991  (ISBN 2-87153-042-4).
2. Le Dossier Carnarvon, 1992  (ISBN 2-87153-085-8)[3].
3. Tunnel, 1993  (ISBN 2-87153-124-2).
4. Le Mystère du Loch Ness 1, 1994  (ISBN 2-87153-155-2).
5. Le Mystère du Loch Ness 2, 1995  (ISBN 2-87153-192-7).
6. La Goule de Shadwell, 1996  (ISBN 2-87153-223-0).
7. Les Pendus de Manhattan, 1998  (ISBN 2-87153-504-3)[4].

- Michel Oleffe (scénario) et Isaac Wens, Les Nouvelles Aventures de Carland Cross, Soleil :

1. L'Ombre de l'éventreur, 2003  (ISBN 2-84565-627-0)[5].

#### Livres
- Patrick Gaumer, « Carland Cross », dans Dictionnaire mondial de la BD, Paris, Larousse, 2010 (ISBN 9782035843319), p. 151.

#### Périodiques
- Olivier Grenson (interviewé par Rédaction), « L'autre locataire de la Baker Street », Mofo, no 2,‎ mars 1992
- Marc Bauloye, « Le dessinateur de l'impossible », Coup d'œil, no 26,‎ mars 1994, p. 4